# Cát Hiệp
Cát Hiệp là một xã thuộc huyện Phù Cát, tỉnh Bình Định, Việt Nam.
Xã Cát Hiệp có diện tích 41,66 km², dân số năm 1999 là 7.221 người, mật độ dân số đạt 173 người/km².

## Hành chính
Xã Cát Hiệp được chia thành 3 thôn: Hòa Đại, Hội Vân, Tùng Chánh.